# Bismarck-Denkmal (Bremen)

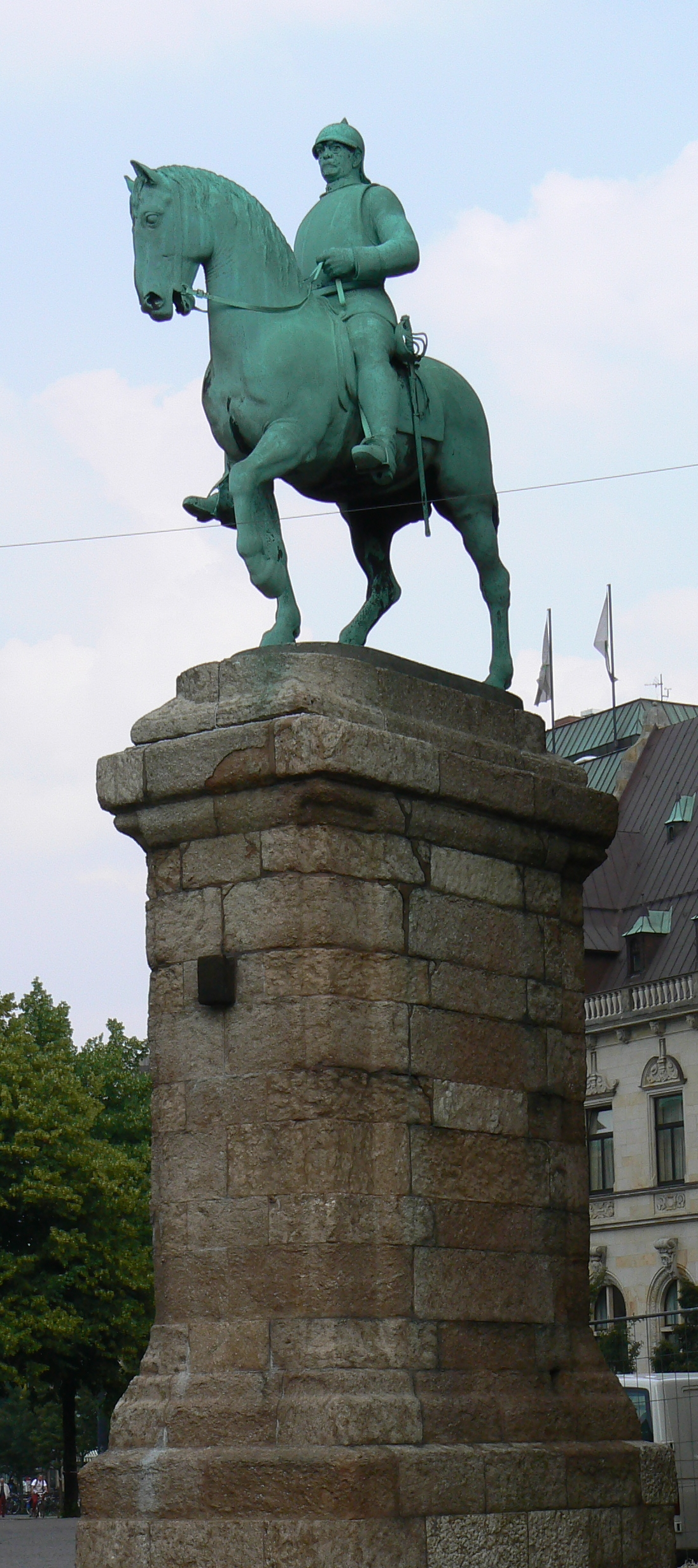
Bismarck-Denkmal

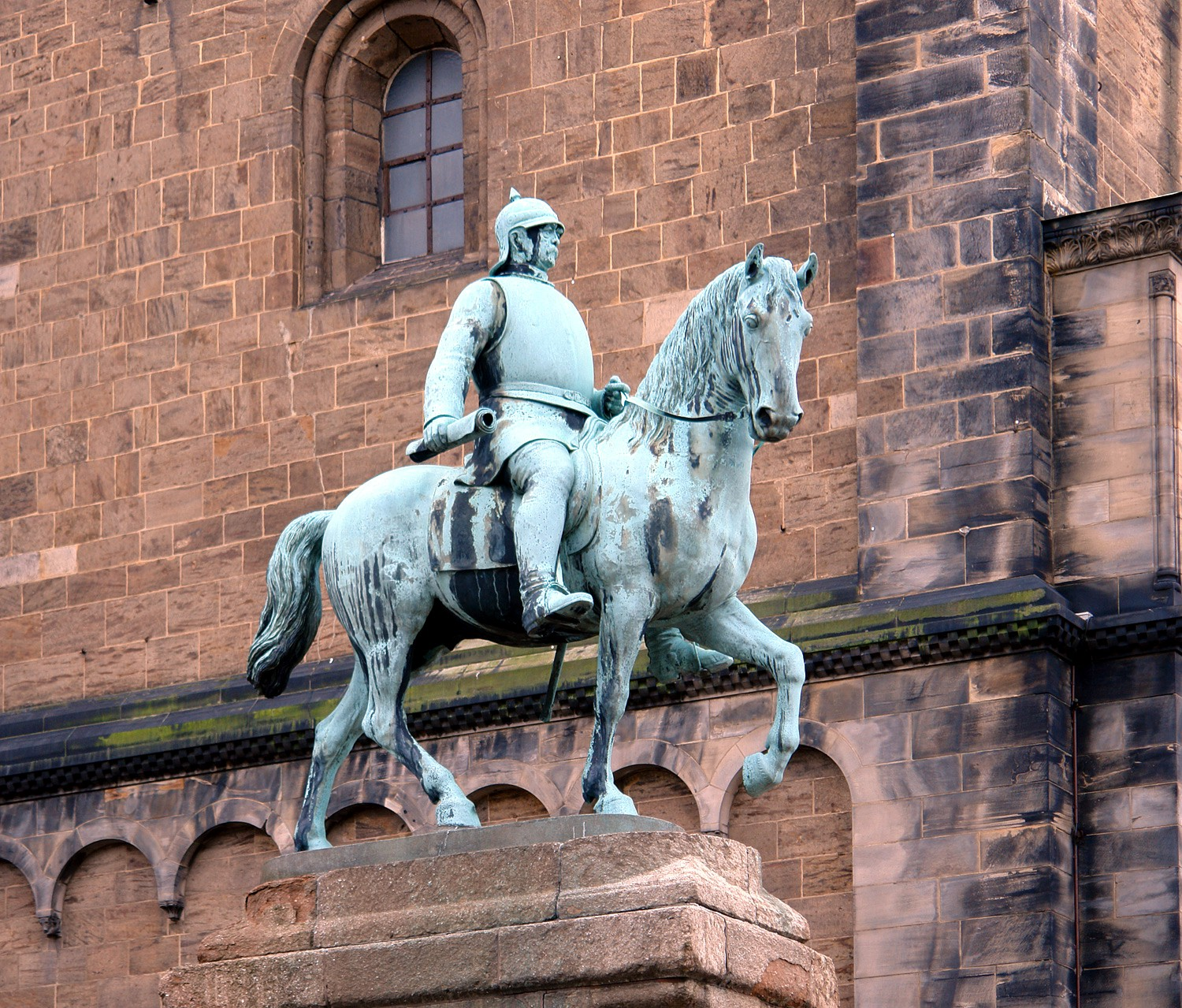
Reiterstandbild

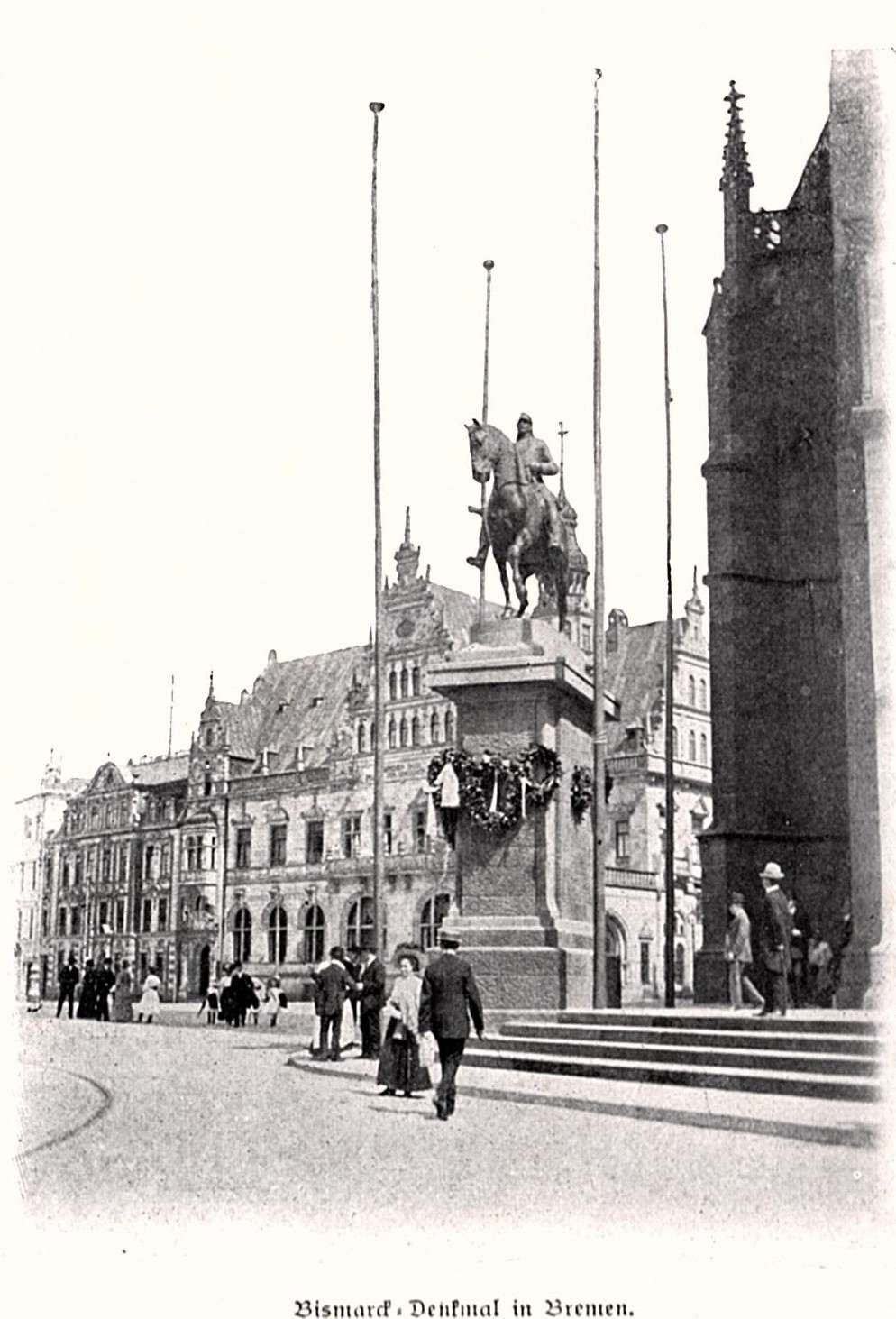
Reiterstandbild – historische Ansicht

Das Bismarck-Denkmal am Bremer Dom ist ein 1910 eingeweihtes bronzenes Reiterdenkmal für den 1898 verstorbenen ehemaligen Reichskanzler Otto von Bismarck. Der renommierte Münchner Bildhauer Adolf von Hildebrand hatte dazu 1904 den Auftrag bekommen. 
Das Denkmal steht seit 1973 unter Bremer Denkmalschutz.

## Bismarck und Bremen
Otto von Bismarck (1815–1898), der preußische Politiker und von 1871 bis 1890 Reichskanzler, wurde vor allem wegen seiner Rolle bei der Reichsgründung im konservativen Bürgertum als „Eiserner Kanzler“ hoch verehrt, auch nachdem er 1890 von Kaiser Wilhelm II. entlassen worden war. Sein Verhältnis zur offiziellen Bremer Politik war wegen abweichender Interessen in kolonialpolitischen und Handelszollfragen nicht immer ungetrübt. Gleichwohl betrachtete man ihn in Bremen, wie in anderen nichtpreußischen Staaten auch, als Symbolfigur der nationalen Einheit. Hunderte von Bismarck-Denkmälern entstanden, teils schon zu Lebzeiten des Reichskanzlers, vor allem aber nach seinem Tod am 30. Juli 1898.

## Entstehungsgeschichte
Bereits drei Wochen nach dem Tod Bismarcks trat in Bremen ein von Bürgermeister Alfred Dominicus Pauli und dem Kaufmann Franz Schütte initiiertes Komitee zusammen, das zu Spenden aufrief: „Ein Denkmal des Fürsten Bismarck muß unsere Stadt besitzen: zum Zeugniß der unwandelbaren Verehrung Bremens für den ersten Rathgeber des ersten deutschen Kaisers, zum dauernden Gedächtniß an die Einigung unseres Vaterlandes und zur Verkündung unserer unerschütterlichen Treue zu Kaiser und Reich. Dem Fürsten Bismarck in Bremen ein Seiner würdiges Denkmal zu setzen, dazu bitten wir unsere Mitbürger, uns zu helfen.“
Zwei Persönlichkeiten bestimmten die weitere Planungsgeschichte: Franz Schütte betrieb als Hauptsponsor die Einwerbung des nötigen Spendenkapitals, und als 1904 die bis dahin zusammengekommene Summe von 207.000 Mark durch den Konkurs der Bankfirma Stephan Lürman & Sohn verloren ging, trieb er innerhalb von 48 Stunden bei Senatoren und Kaufleuten die gleiche Summe erneut auf. Entscheidenden Einfluss auf die künstlerische Gestaltung nahm Gustav Pauli, Sohn des Bürgermeisters, Direktor der Kunsthalle und Mentor der künstlerischen Reformbemühungen in Bremen am Anfang des 20. Jahrhunderts. Auch hier, wie schon bei seiner musealen Ankaufspolitik hatte er sich der Gegnerschaft konservativer Kreise und ihres Wortführers Arthur Fitger zu erwehren. Zunächst ging es um den Standort. Einen Platz in den Wallanlagen verwarf man, unter anderem, um dem Vorwurf einer „kleinlichen Nachahmung“ des Hamburger Bismarck-Denkmals zu entgehen. Der Liebfrauenkirchhof war bereits für das geplante Moltke-Denkmal ausersehen. So lief es auf den Domshof hinaus, vor allem als der zunächst als Gutachter beigezogene Bildhauer Adolf von Hildebrand 1904 ein Reiterstandbild an der Nordwestecke des Doms vorschlug, das bald bei ihm selbst in Auftrag gegeben wurde. Vier Jahre später war es fertiggestellt und wurde am 9. Juli 1910 enthüllt. Der sechs Meter hohe Sockel nach Entwurf von Carl Sattler ist mit Untersberger Kalkstein verblendet, der Bronzeguss des Reiterstandbilds wurde in Berlin bei Gladenbeck & Sohn ausgeführt.
1942 wurde das Denkmal auf der Nordseite des Doms zum Schutz vor Kriegsschäden eingemauert. Es dauerte noch bis 1952, bis es gegen Widerstände einiger in der SPD, aber auf Betreiben von Bürgermeister Wilhelm Kaisen (SPD) wieder aufgestellt wurde.

## Bedeutung
Als eines der wenigen Monumente, die Bismarck in Form eines Reiterstandbilds darstellen, zeigt das Denkmal den Reichskanzler auf einem sechs Meter hohen Steinsockel aus Untersberger Kalkstein mit Helm und leicht stilisierter Uniform seines Kürassierregiments. Dem hohen Standort angemessen sind die figürlichen Einzelelemente kraftvoll und kompakt modelliert. Die Kopfwendung des Pferdes zum Domshof hin gibt dem Denkmal etwas Lebendigkeit. Die in der rechten Hand gehaltene Rolle wird als Verfassungsschrift interpretiert. Formale Anregung für den Denkmaltyp und die Standortwahl war sicher die 1493 vor San Zanipolo in Venedig aufgestellte Reiterskulptur des Bartolomeo Colleoni von Andrea del Verrocchio. In den Beschreibungen wird immer wieder die glückliche Standortwahl hervorgehoben. Ohne den Bezug zum Architekturkörper des Domturms zu verlieren, bildet das Monument mit seinem die Vertikale betonenden Sockel gewissermaßen ein Scharnier an der Stelle, wo die Ecken von Domshof und Marktplatz aneinanderstoßen. Von vielen Blickpunkten aus ist das Denkmal in unterschiedlichsten Perspektiven und wechselnden Architekturbezügen wahrzunehmen.